# Intervenção Ming de Mong Mao
A Intervenção Ming de Mong Mao foi um conflito militar entre a dinastia Ming e as forças rebeldes Mong Mao que tinham deposto o seu governante anterior Si Lunfa. Si Lunfa requereu a ajuda Ming para reconquistar o poder do seu território. 

## Contexto
Após a Guerra Ming-Mong Mao Si Lunfa foi forçado a aceitar a soberania Ming enquanto os Ming reconheceram Mong Mao como um tusi semi-independente. Além disso, o Imperador Ming aceitou ajudar Mong Mao contra o Reino de Ava e outros rivais em Burma.
Em 1393 Si Lunfa invadiu Ava. Apesar de ter sido finalmente derrotado, Ava enviou uma embaixada para os Ming pedindo a sua ajuda para deter a agressão Mong Mao. Reconhecendo a sua posição, o Imperador Hongwu enviou uma carta para Si Lunfa em 1396 alertando-lhe duma possível retaliação se fossem cometido mais actos de agressão.

## Consequências
Si Lunfa morreu um ano depois e uma nova geração de elites subiu ao poder em Mong Mao. O seu filho Si Xingfa, junto com Dao Hun e Dao Cuan, fizeram curtas razias no territórios Ming antes de ser retaliados pela guarda de Yunnan, obrigando-os a parar.
O interesse Ming no Yunnan e no sudoeste vaniu no anos vindouros dado que a atenção da corte mudou para a guerra civil entre o Imperador Jianwen e o seu tio Zhu Di. Após a guerra civil, o Imperador Yongle ficou empenhado em pacificar os mongóis do norte e tomou parte de várias campanhas na Mongólia além da invasão de Đại Ngu.